# المشعلية
المشعلية هي مركز يقع في بلدية الحصينية التابعة لإمارة منطقة نجران وتقع في شرق نجران باتجاه مدينة الرياض عاصمة المملكة العربية السعودية.